# Miss República Dominicana 2009
El Miss República Dominicana 2009 fue celebrado en el Centro de Convenciones de Sans Souci en Santo Domingo Este, el 17 de mayo de 2009. La ganadora representó a la República Dominicana en Miss Universo 2009. La Primera Finalista o Miss Mundo Dominicana fue al Miss Mundo 2009. La Segunda Finalista fue al Miss Continente Americano 2009. La Terecera Finalista fue al Miss Globe International 2010. La Cuarta Finalista fue al Miss Bikini International 2010. La Quinta Finalista fue al Miss Intercontinental 2009. Dayana Mendoza fue una invitada del concurso. La ganadora fue coronada por Marianne Cruz, Miss República Dominicana 2008.

## Resultados
| Resultados Final               | Candidatas |
| ------------------------------ | --- |
| Miss República Dominicana 2009 | San José de Ocoa - Ada Aimée de la Cruz |
| Miss Mundo Dominicana          | Monte Plata - Ana Rita Contreras |
| 2da Finalista                  | Distrito Nacional - Rocío Castellanos |
| 3ra Finalista                  | San Cristóbal - Sahoni Camarena |
| 4ta Finalista                  | Santiago - Ana Carolina Viñas |
| 5ta Finalista                  | Duarte - Raéngel Solís |
| Top 12 Semifinalistas          | Com. Dom. en los EE.UU - Mariela Lucas La Vega - Patricia Soriano Peravia - Luisa Medina Santo Domingo Este - Esther Tejeda Santo Domingo Norte - Lussy Mejía Valverde - Jenny Blanco |

### Orden de Finalistas
| - 1. Duarte - 2. Santiago - 3. Distrito Nacional - 4. San Cristóbal - 5. Monte Plata - 6. San José de Ocoa |

### Orden de Semifinalistas
| - 1. San Cristóbal - 2. Peravia - 3. Santo Domingo Norte - 4. Monte Plata - 5. Valverde - 6. San José de Ocoa | - 7. Comunidad Dominicana en los Estados Unidos - 8. Duarte - 9. Santo Domingo Este - 10. Santiago - 11. Distrito Nacional - 12. La Vega |

### Premios especiales
- Miss Fotogenica - Mariela Lucas (Comunidad Dominicana en los Estados Unidos)
- Miss Simpatía (votado por la concursantes del Miss República Dominicana) - Mariela Lucas (Comunidad Dominicana en los Estados Unidos)
- Mejor Rostro - Ada de la Cruz (San José de Ocoa)
- Mejor Traje Típico - Karen Figueroa (Hermanas Mirabal)
- Miss Internet (voted through https://web.archive.org/web/20090520150834/http://www.missrdu.com/site/) - Ana Viñas (Santiago)

| Predecesor: Marianne Cruz Hermanas Mirabal | Miss República Dominicana 2009 | Sucesor: Eva Arias Espaillat |

### Premios Preliminares
- Mejor Piel - Jenny Blanco (Valverde)
- Mejor Cabello - Rocío Castellanos (Distrito Nacional)
- Mejor Sonrisa - Ada de la Cruz (San José de Ocoa)
- Miss Primavera - Patricia Soriano (La Vega)
- Miss Comunicación - Jenny Blanco (Valverde)
- Miss Fashion - Sahoni Camarena (San Cristóbal)
- Miss Fitness - Ana Rita Contreras (Monte Plata)

### Puntuaje
| \| Representa \| Traje \| Baño \| Promedio \| Pregunta \| \| ------------------- \| ----- \| ----- \| -------- \| -------- \| \| San José de Ocoa \| 9.543 \| 9.564 \| 9.554 \| 9.831 \| \| Monte Plata \| 9.515 \| 9.468 \| 9.492 \| 9.811 \| \| Distrito Nacional \| 9.432 \| 9.542 \| 9.487 \| 9.809 \| \| San Cristóbal \| 9.689 \| 9.012 \| 9.351 \| 9.235 \| \| Santiago \| 8.963 \| 8.904 \| 8.934 \| 8.936 \| \| Duarte \| 9.014 \| 9.008 \| 9.011 \| 8.932 \| \| Valverde \| 8.601 \| 9.265 \| 8.933 \| \| \| Santo Domingo Este \| 8.742 \| 8.748 \| 8.745 \| \| \| La Vega \| 8.594 \| 8.609 \| 8.602 \| \| \| Com. Dom. EE. UU. \| 8.941 \| 8.239 \| 8.590 \| \| \| Santo Domingo Norte \| 8.743 \| 7.981 \| 8.362 \| \| \| Peravia \| 8.135 \| 7.740 \| 7.938 \| \| | Ganadora Primera Finalista Segunda Finalista Tercera Finalista Cuarta Finalista Quinta Finalista Top 12 |       |          |          |
| Representa | Traje                                                                                                   | Baño  | Promedio | Pregunta |
| San José de Ocoa | 9.543                                                                                                   | 9.564 | 9.554    | 9.831    |
| Monte Plata | 9.515                                                                                                   | 9.468 | 9.492    | 9.811    |
| Distrito Nacional | 9.432                                                                                                   | 9.542 | 9.487    | 9.809    |
| San Cristóbal | 9.689                                                                                                   | 9.012 | 9.351    | 9.235    |
| Santiago | 8.963                                                                                                   | 8.904 | 8.934    | 8.936    |
| Duarte | 9.014                                                                                                   | 9.008 | 9.011    | 8.932    |
| Valverde | 8.601                                                                                                   | 9.265 | 8.933    |          |
| Santo Domingo Este | 8.742                                                                                                   | 8.748 | 8.745    |          |
| La Vega | 8.594                                                                                                   | 8.609 | 8.602    |          |
| Com. Dom. EE. UU. | 8.941                                                                                                   | 8.239 | 8.590    |          |
| Santo Domingo Norte | 8.743                                                                                                   | 7.981 | 8.362    |          |
| Peravia | 8.135                                                                                                   | 7.740 | 7.938    |          |

## Candidatas
| Representa                   | Candidata                          | Año | Altura          | Oriunda                      |
| ---------------------------- | ---------------------------------- | --- | --------------- | ---------------------------- |
| Barahona                     | Lidia María Lozada Tatís           | 22  | 1,78 m (5′ 10″) | Santo Domingo                |
| Comunidad Dom. en los EE.UU. | Mariela Lucas Veras                | 25  | 1,66 m (5′ 5″)  | Queens                       |
| Dajabón                      | Arlin Rodríguez Rivas              | 23  | 1,70 m (5′ 7″)  | Santo Domingo                |
| Distrito Nacional            | Rocío Elizabeth Castellanos Matías | 22  | 1,77 m (5′ 10″) | Santiago de los Caballeros   |
| Duarte                       | Raéngel Solís Martínez             | 24  | 1,74 m (5′ 9″)  | Santo Domingo                |
| Espaillat                    | Josefina Caridad Pigueiras Rezek   | 20  | 1,75 m (5′ 9″)  | Moca                         |
| Hato Mayor                   | Anabel del Carmen Alcántara Peña   | 24  | 1,65 m (5′ 5″)  | Santiago de los Caballeros   |
| Hermanas Mirabal             | Karen Johana Figueroa de Lora      | 20  | 1,73 m (5′ 8″)  | Santo Domingo                |
| La Altagracia                | Margaret Rosseline Mirabal Ramos   | 25  | 1,67 m (5′ 6″)  | Santo Domingo                |
| La Romana                    | Cristina Acosta Reyes              | 21  | 1,78 m (5′ 10″) | Villa Hermosa                |
| La Vega                      | Anna Patricia Soriano Rodríguez    | 23  | 1,71 m (5′ 7″)  | Concepción de La Vega        |
| Monseñor Nouel               | Alicia Marina Fernández Paulino    | 22  | 1,72 m (5′ 8″)  | Bonao                        |
| Monte Cristi                 | Rosa Carolina Abreu Sosa           | 22  | 1,81 m (5′ 11″) | San Fernando de Monte Cristi |
| Monte Plata                  | Ana Rita Contreras Sosa            | 24  | 1,68 m (5′ 6″)  | Bayaguana                    |
| Peravia                      | Luisa Viviana Medina Agramonte     | 19  | 1,79 m (5′ 10″) | Baní                         |
| Puerto Plata                 | Laura Castellanos Vargas           | 25  | 1,75 m (5′ 9″)  | Santiago de los Caballeros   |
| San Cristóbal                | Sahoni Yoy Camarena Victorio       | 23  | 1,75 m (5′ 9″)  | San Cristóbal                |
| San José de Ocoa             | Ada Aimée de la Cruz Ramírez       | 22  | 1,83 m (6′ 0″)  | Santo Domingo Norte          |
| San Juan                     | Liliana María Alcántara Pérez      | 26  | 1,80 m (5′ 11″) | Santo Domingo                |
| San Pedro de Macorís         | Sugeidy Castíllo Peralta           | 18  | 1,83 m (6′ 0″)  | Consuelo                     |
| Santiago                     | Ana Carolina Viñas Machado         | 24  | 1,83 m (6′ 0″)  | Santiago de los Caballeros   |
| Santiago Rodríguez           | Mónica Angulo Pucheaux             | 25  | 1,76 m (5′ 9″)  | Santiago de los Caballeros   |
| Santo Domingo Este           | Esther Tatiana Tejeda Cardona      | 25  | 1,86 m (6′ 1″)  | Santo Domingo                |
| Santo Domingo Norte          | Lussy Margarita Mejía Durán        | 20  | 1,72 m (5′ 8″)  | Santo Domingo Norte          |
| Santo Domingo Oeste          | Edelyn Victoriana Cedeño Peña      | 18  | 1,80 m (5′ 11″) | Santo Domingo                |
| Valverde                     | Jenny Margarita Blanco Márquez     | 24  | 1,68 m (5′ 6″)  | Santo Domingo                |

## Trivia
- Ada Aimée de la Cruz, Miss San José de Ocoa entró en el Miss República Dominicana 2007 y fue semifinalista.
- Ada Aimée de la Cruz y Esther Tejeda entraron al Miss Mundo Dominicana 2007. De la Cruz gana e iría al Miss World 2007 y Tejeda sería primera finalista.
- Ana Contreras entró al Miss República Dominicana 2006.
- Ana Viñas entró Miss Mundo Dominicana 2006 y ganó Reina Nacional de Belleza Miss República Dominicana 2007 y entró en el Miss International 2007. Ella originalmente representó a la provincia Santiago Rodríguez
- Esther Tejeda entró al Miss Mundo Dominicana 2007, Miss Turismo Dominicana 2009 y la actual Miss Expo World 2008. Ella representara al país en el Miss Tourism Queen International 2009.
- Raéngel Solís entró en el Nuestra Belleza Latina 2007.
- Rocío Castellanos entró en el Reina Nacional de Belleza Miss República Dominicana 2008.
- Había 40 candidatas y poco a poco se fueron.
- Mónica Angulo, Laura Castellanos, Liliana Alcántara y Josefina Pigueiras se retiraron de la competencia antes de la noche preliminar.
- Laura Castellanos es una abogada y periodista famosa en el país.
- Sahoni Camarena es de herencia Italiana y Bahameña.
- Sugeidy Castíllo, Miss San Pedro de Macorís es mitad haitiana. Ella entró representar a Haití en Miss Intercontinental 2008 y llegar a ser a una finalista. Ella también entró representando la República Dominicana en Top Model of the World 2008 y fue tercera finalista.
- Ana Rita Contreras fue seleccionada Miss Mundo Dominicana 2009.
- Lussy Mejía entró a Reina Nacional de la Belleza República Dominicana 2013.

## Puntiaje Preliminar
Las 12 mejores delegadas serían las semifinalista.
| Candidata                                  | Traje Baño | Traje | Entrevista | Overaje |
| ------------------------------------------ | ---------- | ----- | ---------- | ------- |
| Monte Plata                                | 9.51       | 9.74  | 9.64       | 9.630   |
| San José de Ocoa                           | 9.83       | 9.47  | 9.29       | 9.530   |
| Distrito Nacional                          | 9.55       | 9.11  | 9.37       | 9.343   |
| Valverde                                   | 9.73       | 8.91  | 8.56       | 9.067   |
| San Cristóbal                              | 9.05       | 8.97  | 9.10       | 9.040   |
| Santo Domingo Este                         | 8.99       | 8.90  | 8.93       | 8.940   |
| Santiago                                   | 8.85       | 8.25  | 9.52       | 8.873   |
| Duarte                                     | 8.53       | 8.49  | 8.81       | 8.610   |
| Comunidad Dominicana en los Estados Unidos | 8.43       | 8.52  | 8.50       | 8.483   |
| La Vega                                    | 8.82       | 8.01  | 8.31       | 8.380   |
| Peravia                                    | 8.33       | 8.39  | 8.29       | 8.337   |
| Santo Domingo Norte                        | 7.56       | 8.00  | 8.97       | 8.177   |
| San Pedro de Macorís                       | 8.10       | 8.14  | 8.09       | 8.110   |
| Hermanas Mirabal                           | 7.99       | 7.91  | 7.82       | 7.907   |
| Monseñor Nouel                             | 7.56       | 7.84  | 7.98       | 7.793   |
| Santo Domingo Oeste                        | 7.60       | 7.71  | 7.73       | 7.680   |
| La Altagracia                              | 7.66       | 7.61  | 7.68       | 7.650   |
| Barahona                                   | 7.53       | 7.73  | 7.49       | 7.563   |
| Dajabón                                    | 7.49       | 7.48  | 7.29       | 7.420   |
| La Romana                                  | 7.35       | 7.39  | 7.33       | 7.357   |
| Monte Cristi                               | 7.27       | 7.15  | 7.16       | 7.193   |
| Hato Mayor                                 | 7.00       | 7.01  | 7.00       | 7.003   |